# Black Is King
Black Is King ist ein Musikfilm und gleichzeitig ein „Visual Album“ von Emmanuel Adjei, Ibra Ake, Blitz Bazawule und Beyoncé. Letztere wurde dabei von ihrer Arbeit für das Album zum Film Der König der Löwen inspiriert, aus dem auch die Songs entnommen sind. Black is King wurde Ende Juli 2020 als „Visual Album“ beim Streaming-Dienst Disney+ veröffentlicht. Beyoncé führte zudem Regie und fungierte als Produzentin.

## Handlung
Ein König, seine Königin und ihre Kinder bewohnen eine herrschaftliche Villa und bekommen Besuch von wichtigen schwarzen Künstlern und Stars wie Pharrell Williams, Lupita Nyong’o, Kelly Rowland und Naomi Campbell. Gemeinsam feiern sie eine riesige Party.

## Produktion
Es handelt sich bei dem Film um eine gemeinsame Regiearbeit von Emmanuel Adjei, Ibra Ake, Blitz Bazawule und der US-amerikanischen R&B- und Pop-Sängerin, Songwriterin und Grammy-Preisträgerin Beyoncé, die mit Black is King ihre Arbeit für das Album zum Film Der König der Löwen fortsetzte, ihrem letzten Album. Zudem ist sie eine der Produzentinnen des Films. The Gift wurde parallel zum Kinostart des Films im Juli 2019 veröffentlicht. Black is King verwendet keine neuen Songs, sondern nur die auf dem Album enthaltenen. Lediglich die bereits vorab veröffentlichte Single Black Parade, die auch in der Deluxe Edition von The Lion King: The Gift enthalten ist, wurde zusätzlich verwendet. Die Songs werden in diversen Szenerien ohne Dialoge durchgespielt, allerdings werden Zitate aus dem Off gesprochen, so von Simba und Mufasa. Beyoncé erklärte, der Film solle „die Vielfalt und Schönheit des schwarzen Kulturerbes feiern“ und betonte zusätzlich, wie intensiv sie für Drehbuch und Produktion recherchiert und regionale Teams in verschiedenen afrikanischen Staaten eingebunden habe.
Beyoncé spielt im Film zudem das weibliche Oberhaupt einer Königsfamilie und gleichzeitig eine Art allgegenwärtige Jungfrau Maria und Ikone. In Nebenrollen sind ihr Ehemann Jay-Z als König und ihre Tochter Blue Ivy Carter zu sehen. Der Kinderdarsteller Folajomi ‘FJ’ Akinmurele spielt den jungen Prinzen, der von Simba inspiriert ist. Akinmurele war auch im Musikvideo von Beyoncés Spirit aus dem Album The Gift zu sehen. Im Film sind weiße Schauspieler lediglich in den Rollen von Dienern zu sehen. Den Chefbutler spielt Steven T. Bartlett, den Chefpagen Clem Darling.
Als Kameraleute fungierten Muhammad Atta Ahmed, Michael Fernandez, Laura Merians Goncalves, Santiago Gonzalez, Ryan Marie Helfant und Malik Hassan Sayeed.
Der Film wurde Ende Juli 2020 als „Visual Album“ beim Streaming-Dienst Disney+ veröffentlicht.

## Rezeption

### Kritiken

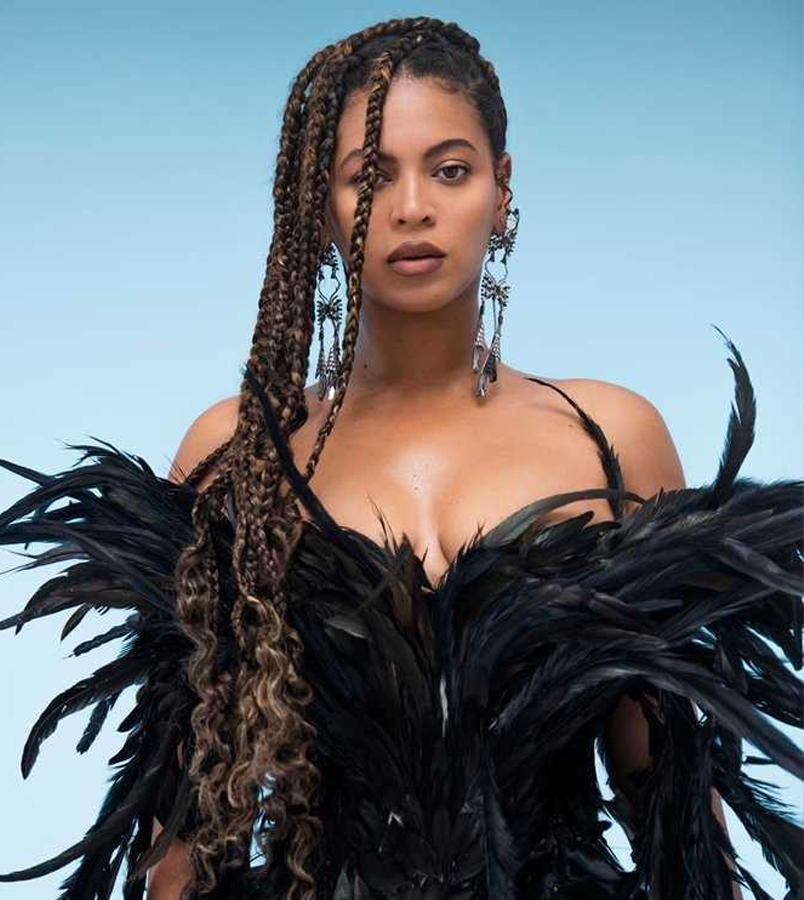
Beyoncé spielt im Film ein Mitglied der Königsfamilie

Der Film wurde von 95 Prozent der bei Rotten Tomatoes erfassten Kritiker positiv bewertet und erhielt auf Metacritic einen Metascore von 84 von 100 möglichen Punkten.
Juliane Liebert von der Süddeutschen Zeitung schreibt in ihrer Kritik, jede Choreografie sei perfekt, jedes Kostüm sitze und der Glanz der Haute Couture sauge jedermanns Sehnsucht auf. Sie bemerkt weiter, die Menschen, die um Simba-Jesus zumeist gleichfarbig gekleidet herumhüpften oder stehen und in der Wüste, am Strand, in Herrenhäusern oder in Pools extravagante Choreografien darbieten, alle schwarz sind, da Black is King ein Film zur Feier des Schwarzseins ist. Im Film komme die Ästhetik von Musikvideos zum Einsatz, die Beyoncé schon 2016 mit Lemonade mit Meisterschaft ausgeführt habe. Um die Frage zu beantworten, ob der Film auch als Propaganda verstehen ist, hebt Liebert die glanzvolle Oberfläche von Black is King mit seinen vielen Glitzereffekte hervor, die sich nicht zu einem klaren Weltbild zusammenführen ließen: „mag Beyoncé noch so intensiv die Ahnen beschwören und ihre schwarzen Brüder und Schwestern umarmen, im Kern ist die assoziative Erzählung von Black is King so amerikanisch wie der Pursuit of Happiness.“
Joachim Hentschel schreibt in Zeit Online, Black is King bleibe im Kern ein Musikvideo, und sonderlich differenzierte sozialpolitische Diskurse seien von diesem Filmgenre bislang selten ausgegangen. Die Story von Black is King sei schon deshalb wenig kompliziert, weil es nicht wirklich eine gibt. hervorzuheben sei jedoch, dass Beyoncé die riesengroße Bühne immer wieder neuen oder bislang ungehörten Stimmen überlässt, so Gaststars wie dem Rapper Shatta Wale aus Ghana oder den Nachwuchstalenten Jessie Reyez, Tierra Whack und Yemi Alade. Auch wenn ihre eigenen Beiträge als Sängerin und Tänzerin hier weiter viel Platz einnehmen, fülle Beyoncé in diesem Film zum ersten Mal auch die Rolle der Kuratorin ihrer Kunsträume aus: „Es geht nicht mehr nur um sie. Wenn etwas an Black is King bemerkenswert ist, dann ist es das.“
Andreas Borcholte beschreibt Beyoncé im Spiegel als eine „selbststilisierte Mama Afrika“, und an wirkmächtigen Bildern und Inszenierungen mangele es dem Film nicht: „Sie sind so suggestiv, dass man glatt vergessen könnte, dass alle Songs, die hier gespielt werden, bereits bekannt sind.“ Das Umschreiben und Aneignen der Geschichte erledige Beyoncé selbst, so wenn sie hoch zu Ross, gekleidet in ein Gewand aus Zebu-Hörnern und Tierfellen, als eine ikonische Reminiszenz an den Film Touki Bouki des senegalesischen Regisseurs Djibril Diop Mambéty aus dem Jahr 1973 zu sehen sei. Auch ein Gespür für den Zeitgeist und das richtige Timing habe sie erneut bewiesen, auch wenn sie sich diesmal vielleicht nicht an die Spitze der politischen Debatte setze.

### Auszeichnungen
Art Directors Guild Awards 2021
- Nominierung für den Variety Special Award (Hannah Beachler, Carlos Laszlo, Susan Linss, Miranda Lorenz, Brandon Mendez, Rika Nakanishi und Ethan Tobman)[11]

Creative Arts Emmy Awards 2021
- Auszeichnung für die Besten Kostüme – Variety, Nonfiction or Reality (Zerina Akers und Timothy White)

Grammy Awards 2021
- Nominierung als Record of the Year („Black Parade“, Beyoncé)
- Nominierung als Best Music Film (Beyoncé)
- Nominierung als Best R&B Performance („Black Parade“, Beyoncé)
- Nominierung als Best R&B Song („Black Parade“, Denisia Andrews, Beyoncé, Stephen Bray, Shawn Carter, Brittany Coney, Derek James Dixie, Akil King, Kim Krysiuk und Rickie Tice)[12]

MTV Movie & TV Awards 2021
- Nominierung als Best Musical Moment (“Brown Skin Girl”)[13]

NAACP Image Awards 2021
- Nominierung als Bestes Music Video/Visual-Album (Beyoncé)
- Nominierung als Beste Variety Show – Series or Special[14]